# Joseph Bittner

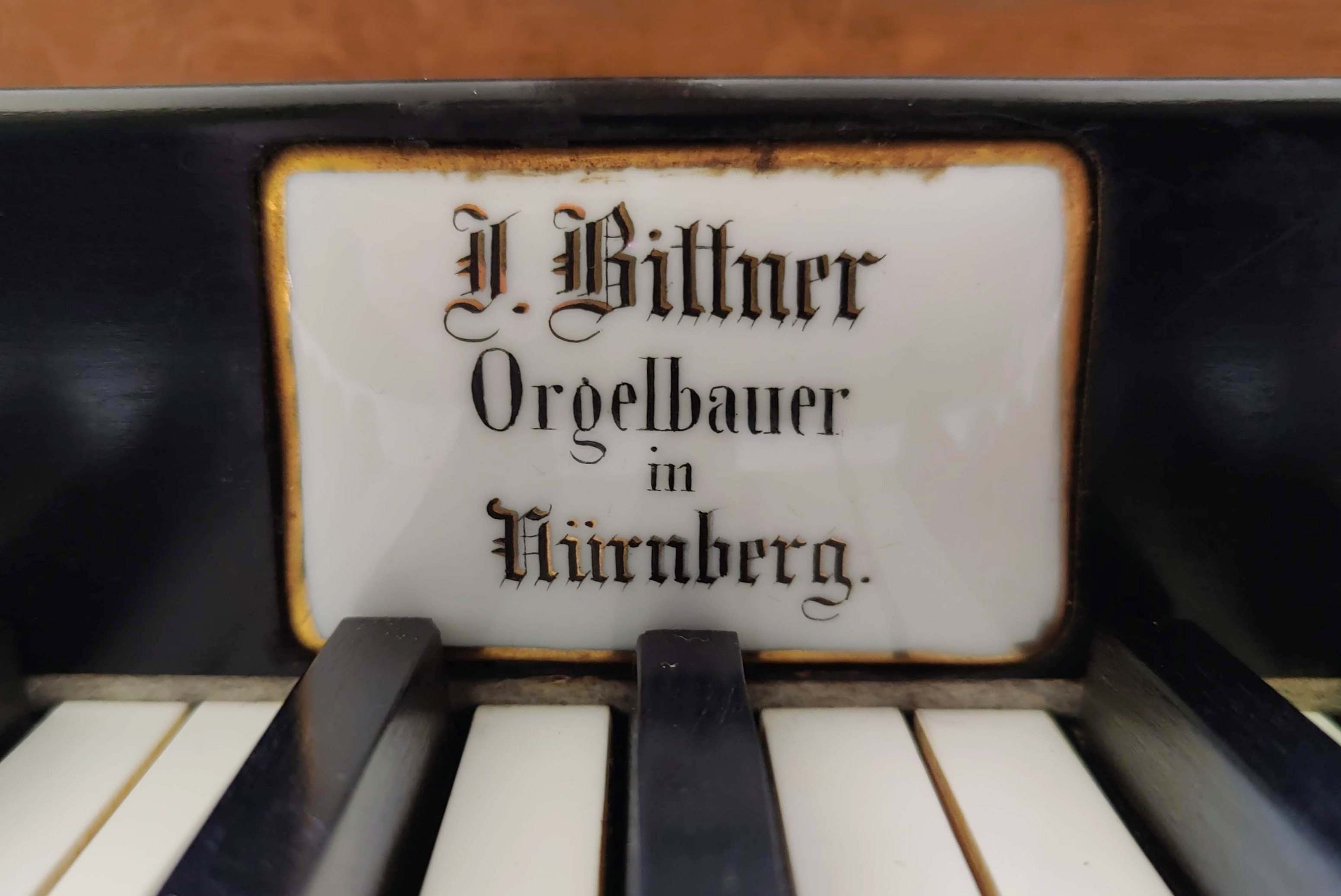
Erbauerschild in Limbach (1885)

Joseph Bittner (* 2. Juni 1822 in Hilpoltstein; † 28. April 1908 in Eichstätt) war ein deutscher  Orgelbauer.

## Leben
Joseph Bittner war Mitglied der weitverzweigten Orgelbauerfamilie Bittner. Sein Vater war Franz Joseph Bittner (1780–1863), sein Bruder Max Bittner (1809–1870).
Joseph Bittner war seit 1852 in Eichstätt ansässig. Er arbeitete gelegentlich auch in der Oberpfalz. Seine Söhne Joseph Franz (1852–1915) und Karl (1866– nach 1935) waren ebenfalls Orgelbauer. Joseph Franz übernahm 1880 die Nürnberger Firma des Augustin Ferdinand Bittner jun. Auch Joseph Bittner lebte zeitweise in Nürnberg und arbeitete im Betrieb des Sohnes mit. Daher ist die genaue Zuordnung seiner Instrumente zum Teil schwierig. 1897 verlegte Joseph Franz die Firma nach Eichstätt.

## Werke
Eine Orgel von Joseph Bittner befinden sich unter anderem im Kultur- und Orgelzentrum auf Schloss Valley, die 1899 erbaute Orgel aus der Wallfahrtskirche Maria End in Mörnsheim, Opus 84.

## Werkliste (Auszug)
| Jahr | Opus | Ort         | Gebäude               | Bild | Manuale | Register | Bemerkungen                                     |
| ---- | ---- | ----------- | --------------------- | ---- | ------- | -------- | ----------------------------------------------- |
| 1850 |      | Breitenfurt | St. Ulrich            |      | I/P     | 6        | 1997 neue Orgel von Andreas Ott                 |
| 1854 |      | Dollnstein  | St. Petrus und Paulus |      | I/P     | 9        | 1998 neue Orgel mit II/19 von Andreas Ott       |
| 1863 |      | Pleinfeld   | St. Vitus             |      | I/P     | 10       | erhalten                                        |
| 1887 |      | Rothenberg  | St. Laurentius        |      | I/P     | 6        | 2006 neue Orgel mit I/8 von Thomas Eichfelder   |
| 1891 | 48   | Abenberg    | Maria Himmelfahrt     |      | II/P    | 14       |                                                 |
| 1887 | 84   | Mörnsheim   | Maria End             |      |         |          | Eingelagert im Orgelzentrum auf Schloss Valley. |
| 1890 |      | Berching    | Mariä Himmelfahrt     |      | II/P    | 18       | Eingelagert im Orgelzentrum auf Schloss Valley. |